# Sam Anderson
Sam Anderson, född 2 april 1947 i South Dakota, är en amerikansk skådespelare.
Anderson har bland annat medverkat i TV-serierna Lost (2004–2010) och Painkiller från 2023. Han har även medverkat i filmerna Forrest Gump från 1994 och Där kräftorna sjunger från 2022.

## Filmografi (i urval)
- 1994: Forrest Gump
- 2004–2010: Lost
- 2022: Där kräftorna sjunger
- 2023: Painkiller